# Oniticellus namdaphaensis
Oniticellus namdaphaensis là một loài bọ cánh cứng trong họ Bọ hung (Scarabaeidae).